# ارکان پتک‌کایا
ارکان پِتِک‌کایا (به ترکی استانبولی: Erkan Petekkaya) (زادهٔ ۱۱ دسامبر ۱۹۷۱) بازیگر اهل ترکیه است‌. وی از سال ۱۹۹۸ میلادی تاکنون مشغول فعالیت بوده‌است از مهمترین کارهایی که او در آن ایفای نقش کرده‌است می‌توان به گذشت زمان در نقش «کاپیتان علی»، از هم گسیخته در نقش «جهان» و اتاق قرمز در نقش «سادی جوانمرد» اشاره کرد.
او در سریال ایرانی بلیط یک طرفه نقش آفرینی کرده است.

## زندگی
پتک‌کایا در سال ۱۹۷۱ در الازیغ زاده شد، خانواده‌اش اهل دیاربکر هستند اما دوران کودکی خود را در استانبول گذرانده‌است. او در مدرسۀ ابتدایی مهمت کارامانجی، سپس دبیرستان بوستانجی و دبیرستان فنرباغچه تحصیل کرد. پتککایا که در کنسرواتوار دولتی دانشگاه آنادولو حضور داشت، از سال ۱۹۹۵ به عنوان بازیگر در تئاترهای دولتی مشغول به کار است.

## فیلم‌شناسی
| سینما     | سینما              | سینما          | سینما   |
| سال       | عنوان              | نقش            | توضیحات |
| --------- | ------------------ | -------------- | ------- |
| ۱۹۹۰      | المان خواهر آورات  |                |         |
| ۲۰۰۹      | بالهای شب          | جمال           |         |
| تلویزیون  |                    |                |         |
| سال       | عنوان              | نقش            | توضیحات |
| ۱۹۹۸      | روز زیبا           | طلعت           |         |
| ۱۹۹۸      | آینه طاهر          | قدیر           |         |
| ۲۰۰۱      | به خاطر اشکیا      | سادوجان        |         |
| ۲۰۰۳      | قیمت               |                |         |
| ۲۰۰۳      | سنگدل              | اسماعیل        | تله‌فیلم |
| ۲۰۰۳      | عروس ژاپنی         | عمر            | تله‌فیلم |
| ۲۰۰۳      | بیکاره             | بولنت          |         |
| ۲۰۰۵      | خشخاش سفید         | عمر اصلانباش   |         |
| ۲۰۰۵      | سگ                 | ایلماز         |         |
| ۲۰۰۷      | طوفان خاموش        | اییت سانجاکتار |         |
| ۲۰۰۸      | پاییز              | غالب تورکر     |         |
| ۲۰۰۹      | شاخه‌های بهار       | بالیکچی        |         |
| ۲۰۰۹      | عمارت سراب         | ملت وکیلی      |         |
| ۲۰۱۰      | خیابان هانیملی     | عثمان          |         |
| ۲۰۱۱–۲۰۱۲ | گذشت زمان          | کاپیتان علی    |         |
| ۲۰۱۲–۲۰۱۴ | دیلا خانم          | رضا            |         |
| ۲۰۱۳      | من هنوز امیدوارم   | ارکان          |         |
| ۲۰۱۴-۲۰۱۷ | از هم گسیخته       | جهان           |         |
| ٢٠١٧      | بی هویت            | علی‌کمال آتش    |         |
| ٢٠١٩      | تصاحب              | کمال وَردار     |         |
| ٢٠٢٠—     | اگر عشق مرا بخواند | مراد           |         |
| ۲۰۲۰-۲۰۲۱ | اتاق قرمز          | سادی جوانمرد   |         |
| ۲۰۲۲      | آن دختر            | قدیر           |         |